# Karl Schlegel
Karl Paul Schlegel (ur. 7 maja 1893 w Wechselburg, zm. 27 października 1918 w okolicach Amifontaine) – as lotnictwa niemieckiego Luftstreitkräfte z 22 potwierdzonymi oraz 2 niepotwierdzonymi zwycięstwami w I wojnie światowej. Należał do grona pilotów z tytułem Balloon Buster, z 14 potwierdzonymi balonami obserwacyjnymi na koncie.

## Informacje ogólne
Karl Schlegel urodzony Saksonii uczęszczał do szkoły wojskowej w latach 1907–1912. 1 kwietnia 1912 roku został skierowany do służby w sekcji karabinów maszynowych. W momencie wybuchu wojny został przydzielony do 8 Dywizji Kawalerii. Razem z jednostką służył na froncie zachodnim i wschodnim. W końcu 1914 roku został odznaczony Krzyżem Żelaznym II klasy, a w lecie 1915 roku jako pierwszy podoficer ze swojej dywizji Krzyżem Żelaznym I klasy. 
Na wiosnę 1917 roku zgłosił się do lotnictwa. Został skierowany na szkolenie do Fliegerersatz Abteilung Nr. 1 w Altenburga w Turyngii. Po zdaniu egzaminu i otrzymaniu licencji pilota został skierowany do Fliegerersatz Abteilung Nr. 6, a stąd przydzielony do FA 39. W jednostce latał do końca 1917 roku, został ranny w czasie lądowania i w styczniu 1918 roku powrócił do oddziału uzupełnień FEA 6. Na początku maja został skierowany na front zachodni i przydzielony do Kest 1, a po kilku dniach do eskadry myśliwskiej Jasta 45. Pierwsze zwycięstwo odniósł 14 czerwca nad balonem obserwacyjnym. 15 lipca odniósł dwa zwycięstwa nad samolotami Spad i został promowany na stopień podoficerski Vizefeldwebel. 1 września odniósł swoje dwudzieste potwierdzone zwycięstwo.
Karl Schlegel zginął w walce 27 października 1918 roku. W czasie kolejnego ataku na francuski balon obserwacyjny, już 15 w swojej karierze, lecąc na Fokkerze D.VII został zaatakowany przez 12 samolotów francuskich z Spa.94. W czasie walki zestrzelił prawdopodobnie jednego z przeciwników, sam padając ofiarą prawdopodobnie Pierre'a Marinovitcha.

## Odznaczenia
- Krzyż Żelazny I klasy
- Krzyż Żelazny II klasy